# Tanis Mezzelfo
Tanis Mezzelfo è un personaggio di fantasia creato da Margaret Weis e Tracy Hickman e comparso per la prima volta nella saga Le Cronache di Dragonlance. Il nome con cui è conosciuto tra gli elfi è Tanthalas, ma il ricordo della sua infanzia fra il suo popolo natale è così doloroso che raramente gli capita di utilizzarlo.

## Giovinezza
Tanis Mezzelfo viene così chiamato dalla comunità elfica a causa delle infelici circostanze della sua nascita, dovuta all'unione tra un soldato umano e una nobile elfica, violentata da quest'ultimo durante le Guerre tra le Razze. La madre, Elansa, muore di parto poco tempo dopo, ed essendo a tutti gli effetti il nipote del Portavoce dei Soli di Qualinesti Tanis viene adottato dal capo di Stato elfico, fratello della sua defunta madre. La sua infanzia fra gli elfi è comunque difficile per via del suo sangue umano, che lo porta ad essere quasi completamente emarginato dalla comunità: l'unica persona che prova un certo interesse per lui è Lauranthalasa, la bellissima figlia del Portavoce dei Soli, con la quale Tanis cresce e per cui inizia presto a provare un'emozione ben diversa dalla semplice amicizia: sfortunatamente, la benevolenza di Solostaran non si estende sino a vedere di buon occhio l'unione di sua figlia con un "bastardo mezzosangue", e il suo parere è condiviso pure da Porthios e Gilthanas, fratelli della ragazza.
Spinto dalle circostanze, al raggiungimento dell'età di ottant'anni circa Tanis emigra da Qualinesti e va a vivere a Solace, un piccolo villaggio dell'Abanasinia. Qui comincia a lavorare in affari con il fabbro del villaggio, Flint Fireforge, che conosceva già dai tempi della sua vita a Qualinesti per l'abitudine del nano di compiere spesso viaggi d'affari nelle terre degli elfi, ed è il fautore indiretto della sua amicizia nascente con Tasslehoff Burrfoot. A Solace egli conosce inoltre anche i giovani Sturm, Caramon, Raistlin e Kitiara: di costei egli s'innamora perdutamente, ma la passione che Kit prova per lui non è affatto sufficiente a mantenerla ancorata a lungo in un posto e il desiderio di Tanis di accasarsi provoca una brusca rottura fra i due. Il pensiero di Kitiara, comunque, perseguiterà Tanis fino alla fine dei suoi giorni.
Cinque anni prima dell'inizio della Guerra delle Lance, gli amici decidono di andare in giro per Krynn alla ricerca dei veri dèi, che si riteneva avessero abbandonato la terra dopo il Cataclisma. Tanis si separa così da Kitiara per capire i propri desideri riguardo a quella relazione, con la promessa di rivedersi alla Taverna dell'Ultima Casa cinque anni dopo, ma giunto a questa data avrà l'amara sorpresa di non veder rispettato il suo giuramento.

## La Guerra delle Lance
Gli Eroi delle Lance conosceranno una vera e propria guida in Tanis, che con l'epica frase "Usciremo dalla cucina" si assumerà il comando di quel manipolo mal assortito di viandanti sino a trasformarli negli eroi che tutti conosciamo. Le sue scelte, dettate più dal cuore che dal raziocinio, guideranno Goldmoon e Riverwind alla riscoperta dei veri dèi a Xak-Tsaroth, e li riporteranno indietro fino a vedere la terribile distruzione di Que-shu prima e di Solace poi.
Con la cattura degli eroi e la fuga verso Qualinost, Tanis rivede con amarezza i luoghi della sua infanzia, e si ritrova a fare i conti con un amore che credeva ormai da lungo tempo sepolto: la giovane fanciulla elfica Laurana, infatti, del tutto indifferente alla guerra, lo reclama come proprio fidanzato, ed al suo netto rifiuto chiude gli occhi davanti alla terribile realtà, ossia che egli è ormai innamorato di Kitiara, e lo segue cocciutamente fra gli orrori della battaglia risvegliando in Tanis un sentimento che egli non pensava di poter provare più per nessun'altra donna all'infuori di Kit.
Ma il loro amore non è ancora abbastanza forte da poter sopravvivere. Sorpreso in mezzo alla città di Flotsam proprio da Kitiara, diventata ormai un Signore dei Draghi, Tanis tradisce infatti i suoi compagni per la piacevole compagnia della Signora delle Tenebre e causa una fuga precipitosa che finisce sul fondo del Mare di Sangue di Istar. Quando i compagni riescono ad approdare a Kalaman e poi a Palanthas, scoprono inoltre che Kitiara si è servita dei sentimenti di Laurana per attirarla in una trappola mortale, grazie proprio al tradimento di Tanis: questi dunque si lancia in un disperato tentativo di salvataggio dell'amata donna elfica, che si concluderà con la vittoria degli Eroi e la disfatta della Regina Oscura.

## La lotta con Raistlin
La fine della Guerra delle Lance vede Tanis ormai sistemato, sposato con Laurana ed impegnato a riappacificare i reami delle varie razze, dopo le ferite terribili che ognuno ha ricevuto dagli Eserciti dei Draghi. È per questo che, nel ciclo delle Leggende di Dragonlance, Tanis acquista una certa importanza solo nel corso dell'ultimo libro, La sfida dei gemelli, nel quale egli si assume l'onere di organizzare le difese della città di Palanthas contro le armate scheletriche di Lord Soth: questi è stato infatti inviato da Kitiara a prendere possesso della città, per accogliere con i degni onori il fratellastro Raistlin quando uscirà vittorioso dall'Abisso.
Salvato da morte sicura per mezzo dell'intervento del piccolo Tasslehoff, giunto dal futuro assieme a Caramon per impedire la vittoria di Raistlin, Tanis giunge alla Torre di Palanthas in tempo per assistere alla morte di Kitiara, uccisa dal suo ultimo amante Dalamar: come se non bastasse, il Mezzelfo è costretto inoltre a lasciare l'anima della sua vecchia e indimenticata fiamma nelle mani di Lord Soth, che ne porta via la salma per avere finalmente la sua sposa immortale. Tanis assiste dunque alla fine della battaglia ed alla morte di Raistlin, che chiude il capitolo della lotta contro Takhisis.

## Altri eventi
Tanis Mezzelfo e Laurana avranno un figlio, Gilthas, così chiamato in onore del fratello della madre: lungamente desiderato, il giovane ragazzo elfico sarà tenuto nella bambagia dai suoi due adoranti genitori, finché l'irrequietezza ereditata dal padre, il cui sangue umano egli tanto disprezza, non lo imprigionerà nella terra dei suoi avi che tanto aveva desiderato di poter vedere (come narrato nel racconto Il sacrificio, appartenente alla raccolta La seconda generazione).
Nella Guerra contro Caos, Tanis si troverà infine a combattere un'ultima volta contro gli Eserciti dei Draghi, guidati dal giovane Lord Ariakan: in questa battaglia, infatti, l'ormai vecchio generale dei Cavalieri di Solamnia sarà pugnalato alle spalle da un soldato dell'esercito avversario e morirà sulle mura della Torre del Sommo Chierico, andando finalmente a raggiungere Flint, Sturm e tutti gli amici da tempo perduti che lo stanno attendendo nel regno di Paladine. Il suo corpo, posto su un catafalco marmoreo nella Tomba degli Ultimi Eroi, diventerà un luogo di pellegrinaggio per tutti gli abitanti di Krynn.
| Brand | Brand | Brand | Brand | Brand          | Brand          |                |                | Elansa Sungold | Elansa Sungold | Elansa Sungold | Elansa Sungold | Elansa Sungold | Elansa Sungold |               |               | Solostaran    | Solostaran    | Solostaran  | Solostaran  | Solostaran  | Solostaran  |           |           | ?         | ?         | ? | ? | ?        | ?        |          |          |          |          |             |             |                   |                   |                   |                   |                   |                   |
| Brand | Brand | Brand | Brand | Brand          | Brand          |                |                | Elansa Sungold | Elansa Sungold | Elansa Sungold | Elansa Sungold | Elansa Sungold | Elansa Sungold |               |               | Solostaran    | Solostaran    | Solostaran  | Solostaran  | Solostaran  | Solostaran  |           |           | ?         | ?         | ? | ? | ?        | ?        |          |          |          |          |             |             |                   |                   |                   |                   |                   |                   |
|       |       |       |       |                |                |                |                |                |                |                |                |                |                |               |               |               |               |             |             |             |             |           |           |           |           |   |   |          |          |          |          |          |          |             |             |                   |                   |                   |                   |                   |                   |
|       |       |       |       |                |                |                |                |                |                |                |                |                |                |               |               |               |               |             |             |             |             |           |           |           |           |   |   |          |          |          |          |          |          |             |             |                   |                   |                   |                   |                   |                   |
|       |       |       |       | Tanis Mezzelfo | Tanis Mezzelfo | Tanis Mezzelfo | Tanis Mezzelfo | Tanis Mezzelfo | Tanis Mezzelfo |                |                | Lauranthalasa  | Lauranthalasa  | Lauranthalasa | Lauranthalasa | Lauranthalasa | Lauranthalasa |             |             | Gilthanas   | Gilthanas   | Gilthanas | Gilthanas | Gilthanas | Gilthanas |   |   | Porthios | Porthios | Porthios | Porthios | Porthios | Porthios |             |             | Alhana Starbreeze | Alhana Starbreeze | Alhana Starbreeze | Alhana Starbreeze | Alhana Starbreeze | Alhana Starbreeze |
|       |       |       |       | Tanis Mezzelfo | Tanis Mezzelfo | Tanis Mezzelfo | Tanis Mezzelfo | Tanis Mezzelfo | Tanis Mezzelfo |                |                | Lauranthalasa  | Lauranthalasa  | Lauranthalasa | Lauranthalasa | Lauranthalasa | Lauranthalasa |             |             | Gilthanas   | Gilthanas   | Gilthanas | Gilthanas | Gilthanas | Gilthanas |   |   | Porthios | Porthios | Porthios | Porthios | Porthios | Porthios |             |             | Alhana Starbreeze | Alhana Starbreeze | Alhana Starbreeze | Alhana Starbreeze | Alhana Starbreeze | Alhana Starbreeze |
|       |       |       |       |                |                |                |                |                |                |                |                |                |                |               |               |               |               |             |             |             |             |           |           |           |           |   |   |          |          |          |          |          |          |             |             |                   |                   |                   |                   |                   |                   |
|       |       |       |       |                |                |                |                | Gilthas        | Gilthas        | Gilthas        | Gilthas        | Gilthas        | Gilthas        |               |               | Kerianseray   | Kerianseray   | Kerianseray | Kerianseray | Kerianseray | Kerianseray |           |           |           |           |   |   |          |          |          |          |          |          | Silvanoshei | Silvanoshei | Silvanoshei       | Silvanoshei       | Silvanoshei       | Silvanoshei       |                   |                   |
|       |       |       |       |                |                |                |                | Gilthas        | Gilthas        | Gilthas        | Gilthas        | Gilthas        | Gilthas        |               |               | Kerianseray   | Kerianseray   | Kerianseray | Kerianseray | Kerianseray | Kerianseray |           |           |           |           |   |   |          |          |          |          |          |          | Silvanoshei | Silvanoshei | Silvanoshei       | Silvanoshei       | Silvanoshei       | Silvanoshei       |                   |                   |

## Apparizioni
- Margaret Weis (1998). Raistlin - L'alba del male. Armenia Editore. ISBN 88-344-0924-8.
- Margaret Weis; Tracy Hickman (1994). I draghi del crepuscolo d'autunno (Cronache di Dragonlance, vol. I). Arnoldo Mondadori Editore. ISBN 88-04-38098-5.
- Margaret Weis; Tracy Hickman (1989). I draghi della notte d'inverno (Cronache di Dragonlance, vol. II). Armenia Editore. ISBN 88-344-1016-5.
- Margaret Weis; Tracy Hickman (1989). I draghi dell'alba di primavera (Cronache di Dragonlance, vol. III). Armenia Editore. ISBN 88-344-0357-6.
- Margaret Weis; Tracy Hickman (1989). Il destino dei gemelli (Leggende di Dragonlance, vol. I). Armenia Editore. ISBN 88-344-0379-7.
- Margaret Weis; Tracy Hickman (1989). La guerra dei gemelli (Leggende di Dragonlance, vol. II). Armenia Editore. ISBN 88-344-0389-4.
- Margaret Weis; Tracy Hickman (1989). La sfida dei gemelli (Leggende di Dragonlance, vol. III). Armenia Editore. ISBN 88-344-0401-7.
- Margaret Weis; Tracy Hickman (1994). La seconda generazione. Armenia Editore. ISBN 88-344-0629-X.
- Margaret Weis; Tracy Hickman (1995). I draghi dell'estate di fuoco. Armenia Editore. ISBN 88-344-0838-1.